# نايت هوك
نايت هوك هو لاعب اللاكروس كندي، (و. القرن 19  م).

## وصلات خارجية
- نايت هوك على موقع أوليمبيديا (الإنجليزية)